# Horacio Podestá
Horacio Podestá, argentinski veslač, * 26. julij 1911, † 15. julij 1999.
Podestá je za Argentino nastopil na Poletnih olimpijskih igrah 1936 v Berlinu in tam v dvojcu brez krmarja osvojil bronasto medaljo.